# Symphodus

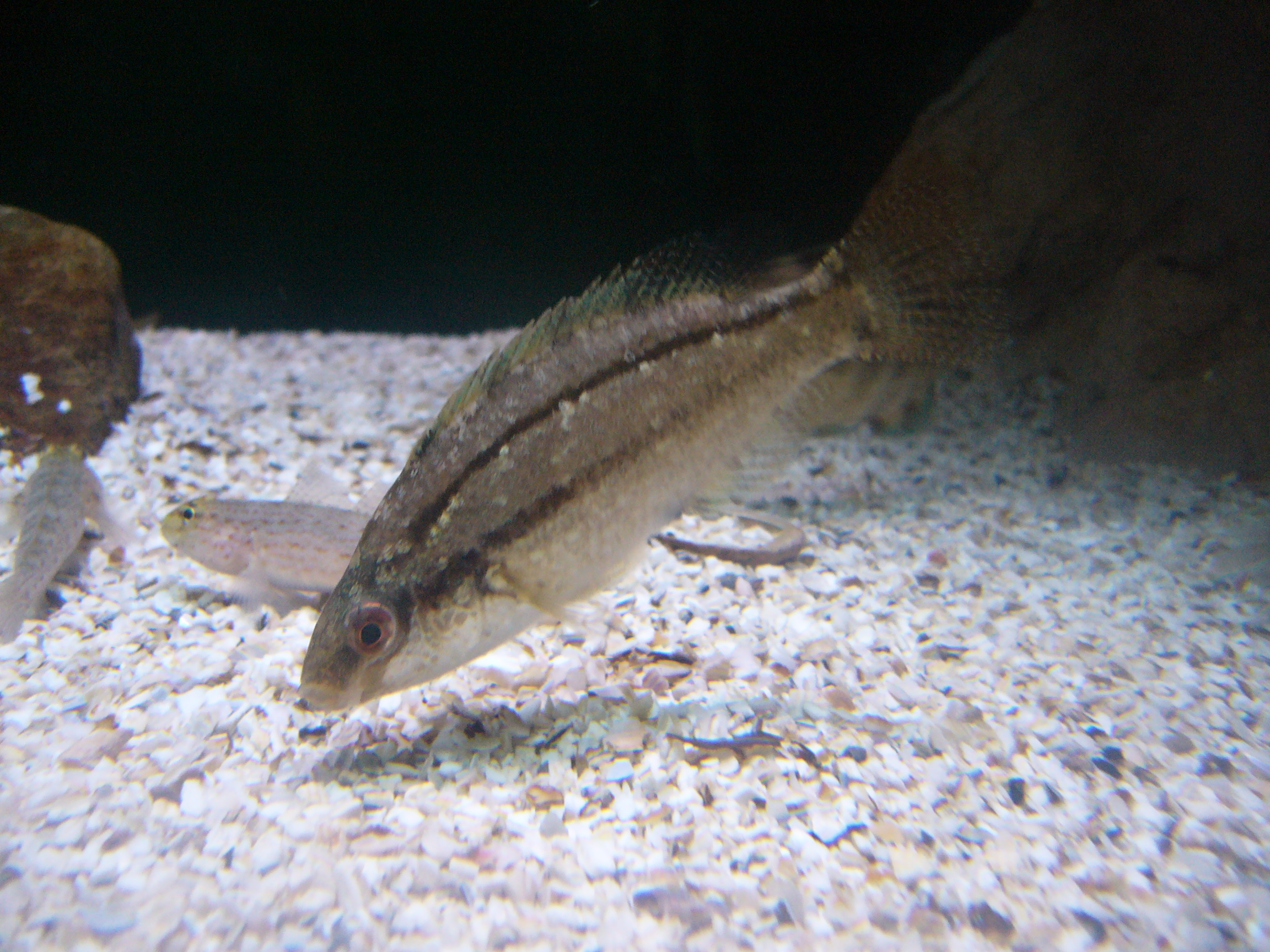
Symphodus cinereus

Symphodus és un gènere de peixos de la família dels làbrids i de l'ordre dels perciformes.

## Taxonomia
- Symphodus bailloni (Valenciennes a Cuvier i Valenciennes, 1839)[1]
- Symphodus cinereus (Bonnaterre, 1788)[2]
- Symphodus doderleini (Jordan, 1890)[3]
- Canari (Symphodus mediterraneus) (Linnaeus, 1758)[4]
- Symphodus melanocercus (Risso, 1810)[5]
- Symphodus melops (Linnaeus, 1758)[4]
- Symphodus ocellatus (Forsskål, 1775)[6]
- Symphodus quinquemaculatus (Risso, 1827)
- Symphodus roissali (Risso, 1810)[5]
- Symphodus rostratus (Bloch, 1791)[7]
- Symphodus tinca (Linnaeus, 1758)[4][8][9][10][11][12][13][14][15]